# Nagara (Merek)
Nagara is een bestuurslaag in het regentschap Karo van de provincie Noord-Sumatra, Indonesië. Nagara telt 461 inwoners (volkstelling 2010).